# Bromatologia
La bromatologia és la ciència que estudia els aliments més que l'alimentació; igualment s'encarrega de la conservació i tractament en general dels aliments.
Comprèn el mesurament de les quantitats a subministrar als individus d'acord amb els règims alimentaris específics de cada ser; per aquesta raó la bromatologia es divideix en dos grans categories:
- La Antropobromatologia, que correspon a l'estudi dels aliments destinats específicament al consum per part de l'humans.

- La Zoobromatologia, que correspon a l'estudi dels aliments destinats al consum de les distintes espècies animals i que inclouen l'estudi dels valors alimentaris i dietes en general.

En resum, es pot dir que és la ciència que estudia els aliments des de totes les seves vessants, com ara valor nutritiu, sensorial, higiènic sanitari, i químic analític.